# Cordylophora
Cordylophora is een geslacht van hydroïdpoliepen uit de familie van de Cordylophoridae. 

## Soorten
- Cordylophora caspia (Pallas, 1771) (Brakwaterpoliep)
- Cordylophora japonica Itô, 1951
- Cordylophora solangiae Redier, 1967